# 新戈洛瓦尼夫西克
48°18′19″N 30°31′26″E / 48.30528°N 30.52389°E
新戈洛瓦尼夫西克（烏克蘭語：Новоголованівськ）是烏克蘭中部的村莊，隸屬基洛夫格勒州的霍洛瓦尼夫斯克區。該村始建於1928年，面積0.32平方公里，海拔高度193米。